# James Dean
Ne doit pas être confondu avec Jimmy Dean ou James Deen.
Pour les articles homonymes, voir James Dean (homonymie) et Dean.
James Dean [ d͡ʒeɪmz diːn] est un acteur américain, né le 8 février 1931 à Marion (Indiana) et mort le 30 septembre 1955 à Cholame (Californie).
Considéré comme un des meilleurs acteurs emblématiques du cinéma, sa mort tragique accidentelle et prématurée à l'âge de 24 ans, aux prémices de sa gloire, contribue au mythe et à son entrée dans la légende du cinéma américain.
Fait unique, il est nommé deux fois à l'Oscar du meilleur acteur à titre posthume. Il compte aussi parmi les rares acteurs (cinq au total) à être nommés dans cette catégorie pour leur premier rôle au cinéma.

## Biographie

### Enfance
Fils unique de Winston Dean (né le 17 janvier 1907 et mort le 21 février 1995) et de Mildred Wilson Dean (née le 15 septembre 1910, morte le 14 juillet 1940), d'origine indienne par sa grand-mère maternelle, James Dean naît à Marion (Indiana) le 8 février 1931. Sa naissance, six mois après le mariage de ses parents, est mal perçue dans cette petite ville de l'Indiana. Il se sent très proche de sa mère aimante, mais reste incompris par son père, froid et distant. Six ans après l'abandon du travail de la ferme par son père pour devenir technicien dentaire dans un laboratoire, sa famille part s’installer à Santa Monica en Californie. James Dean entre alors à la public school du quartier de Brentwood à Los Angeles. Il y reste jusqu’à la mort de sa mère le 14 juillet 1940 d'un cancer du col utérin. Il a 9 ans et, bien que son père l'ait préparé à cette disparition prématurée, elle le laisse dans un profond désarroi.
Elizabeth Taylor relate que James Dean lui aurait confié avoir été abusé dans son enfance par son pasteur.
Incapable d'élever son fils car s'étant endetté pour pouvoir traiter Mildred au radium, Winston Dean l'envoie vivre chez son oncle et sa tante, Marcus et Ortense Winslow à Fairmount (Indiana). James y reçoit une éducation quaker. Au lycée, il s’initie au théâtre et pratique le basket-ball, sa taille de 1,73 m (selon IMDB) ne l'empêche pas d'être un bon joueur, a contrario de sa myopie qui le handicape et ne lui permet pas de se révéler complètement dans ce sport. Lors d'une cascade en trapèze pour impressionner une petite copine, il se casse deux incisives. Son père prothésiste lui confectionne un pont dentaire, ce qui explique ses problèmes de diction que lui reprocheront ses futurs metteurs en scène. C'est à cette époque qu'il rencontre le pasteur baptiste James DeWeerd qui devient son mentor (lui donnant le goût de la corrida, de la course automobile et du théâtre) et son amant. Après l'obtention de son diplôme en 1949, à 18 ans, il quitte Fairmount pour Los Angeles, où il rejoint son père qui s'est remarié.
Il entre à l'université de Santa Monica où il intègre la confrérie des Sigma Nu, puis à l’université de Californie à Los Angeles. À cette époque, il s’investit totalement dans le théâtre malgré l'opposition de son père. James Dean quitte le domicile familial pour vivre dans un appartement avec son amant William Bast. Il vit alors de petits boulots tels que gardien de parking.

### Carrière professionnelle

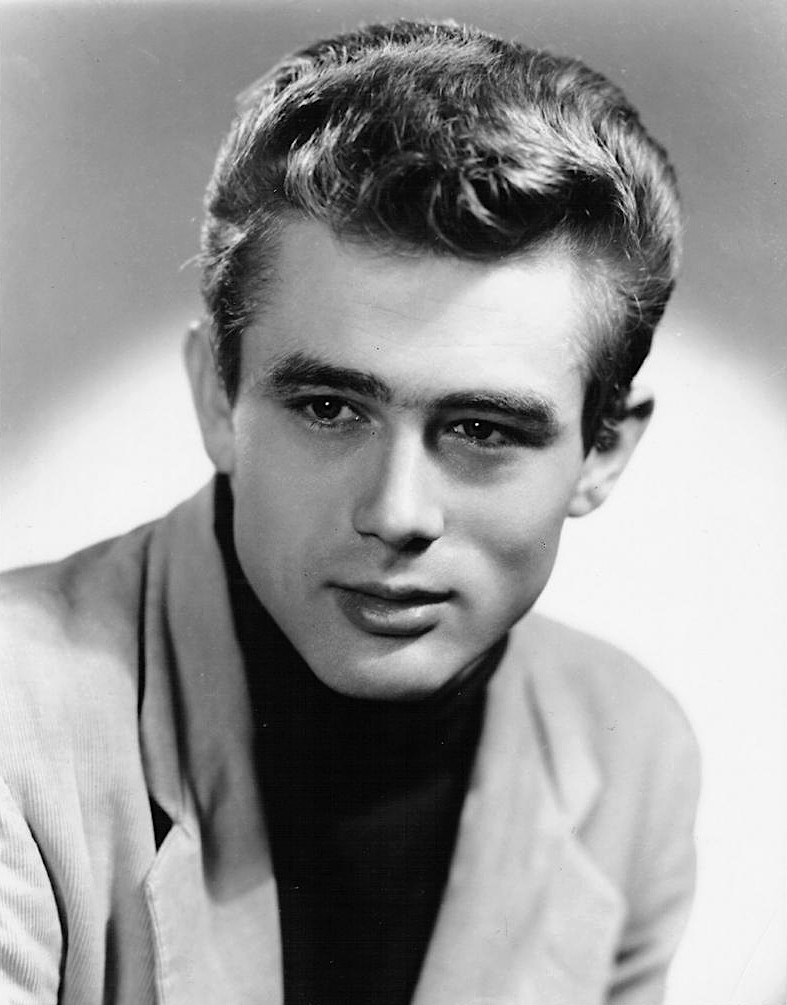
En 1953.

James Dean commence sa carrière d’acteur en jouant dans une publicité pour Pepsi-Cola en 1950. Il quitte l’université pour se consacrer entièrement à sa passion de comédien et s'inscrit comme auditeur puis élève à des cours de comédie à l'Actors Studio. Il rencontre à cette époque Rogers Brackett, directeur financier d'une agence de publicité et producteur de shows radiophoniques formé aux studios Walt Disney et aux côtés du producteur hollywoodien David O. Selznick. Dean a une liaison avec Brackett qui devient son mentor, le faisant tourner dans plusieurs publicités et lui ouvrant le monde de la télévision et du cinéma. Il apparaît dans différentes séries de télévision comme : Kraft Television Theater, Studio One, Lux Video Theatre, Danger, Robert Montgomery Presents et General Electric Theater.

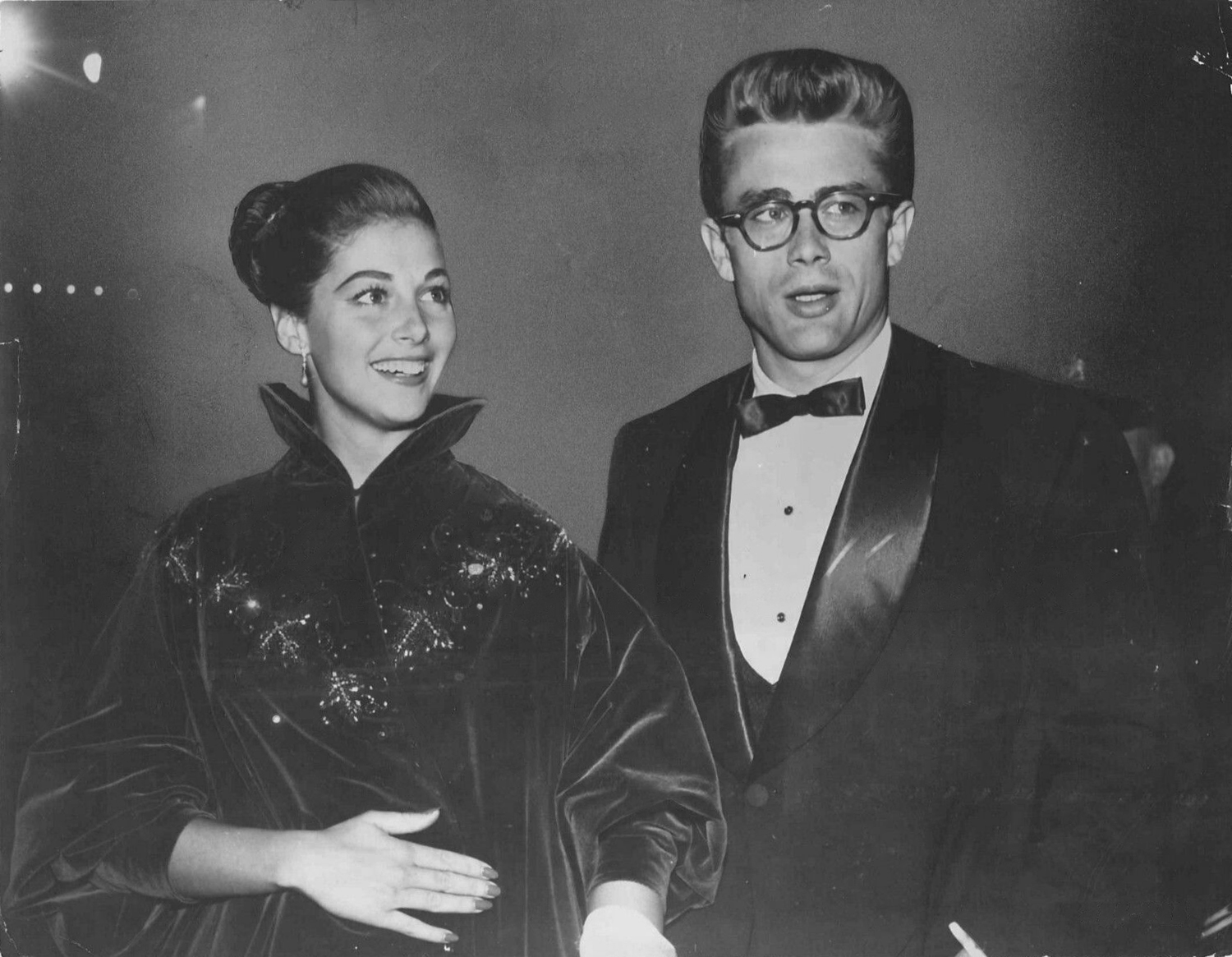
Avec Pier Angeli à la première du film Une étoile est née, de 1954.

Il rencontre Jack Garfein, qui lui donne son premier rôle au théâtre dans une pièce de Calder Willingham intitulée End As a Man, avec Ben Gazzara. Il joue ensuite le rôle du jeune Arabe Bachir dans la pièce d’André Gide, où il connaît un grand succès à Broadway, L'Immoraliste,, qui lui valut le prix du jeune acteur le plus prometteur de l'année, et le propulse dans le monde du cinéma.
Sous contrat à la Warner Bros., il tient des petits rôles dans divers films, mais c’est son rôle de Cal Trask dans À l’est d’Eden, pour lequel il est nommé aux Oscars dans la catégorie meilleur acteur (première nomination posthume de l’histoire des Oscars), qui le rend célèbre et révèle tout son talent dramatique. Il enchaîne avec La Fureur de vivre, puis Géant, son dernier film pour lequel il reçoit également une nomination aux Oscars dans la catégorie meilleur acteur.

#### À l’est d’Eden

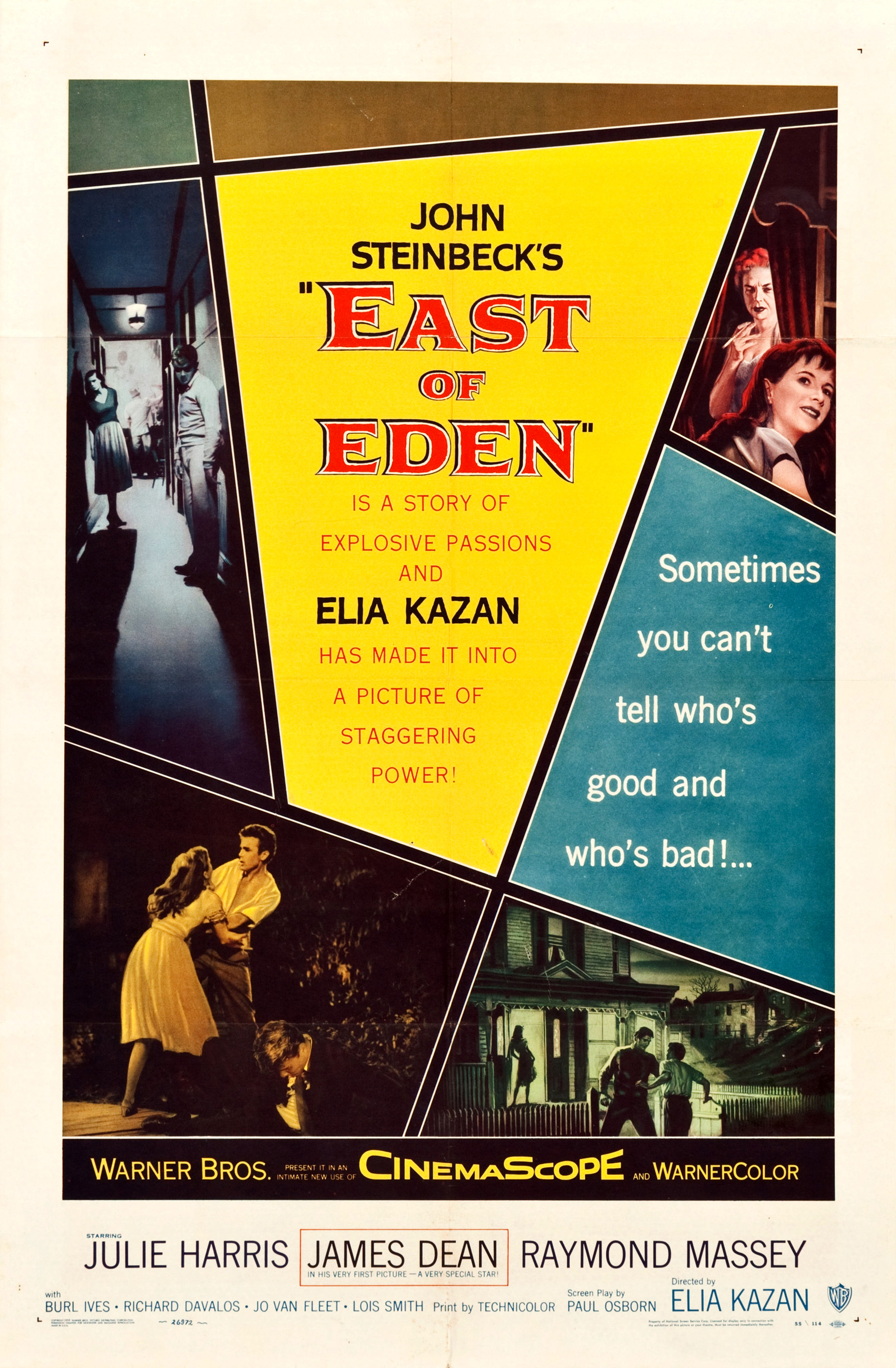
Sur l'affiche du film À l'est d'Eden de 1955.

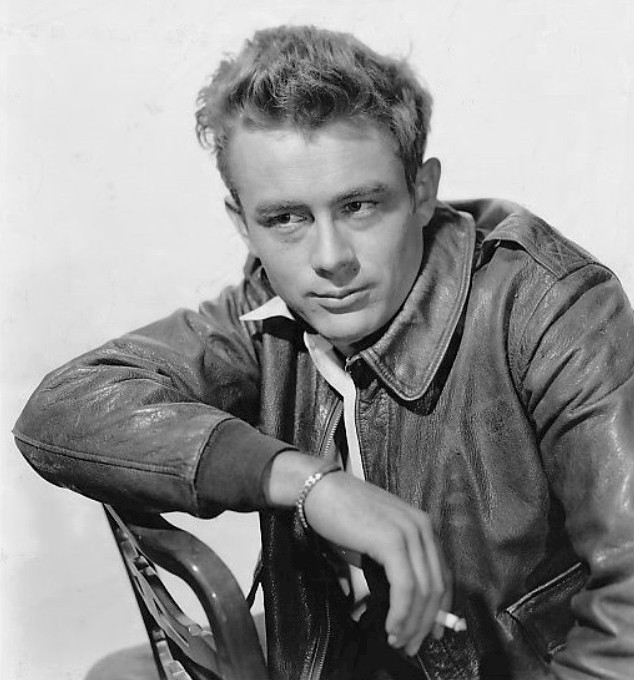
En 1955.

Le réalisateur Elia Kazan assiste à l'une des rares représentations de L'Immoraliste et, fasciné par le jeu de James Dean, voit en lui le personnage de Cal Trask, présent dans un roman de  John Steinbeck : À l'est d'Eden. Lors des auditions pour le rôle de Aron, James Dean effectue un bout d'essai avec un acteur encore inconnu : Paul Newman (finalement, Newman n'obtient pas le rôle qui revient à Richard Davalos).

« J’ai choisi Jimmy parce qu’il était Cal. Il n’y avait aucun doute, personne ne pourrait le jouer mieux que lui. »

— Elia Kazan
Le 8 mars 1954, James Dean quitte New York et se rend à Los Angeles pour commencer le tournage du film. Il joue le rôle d’un jeune homme à la recherche de l’amour de son père, joué par Raymond Massey. Dans le film, la relation entre Cal et son père est conflictuelle. Cette relation l'est d'autant plus que, sur le tournage, les rapports entre James Dean et Raymond Massey sont électriques.

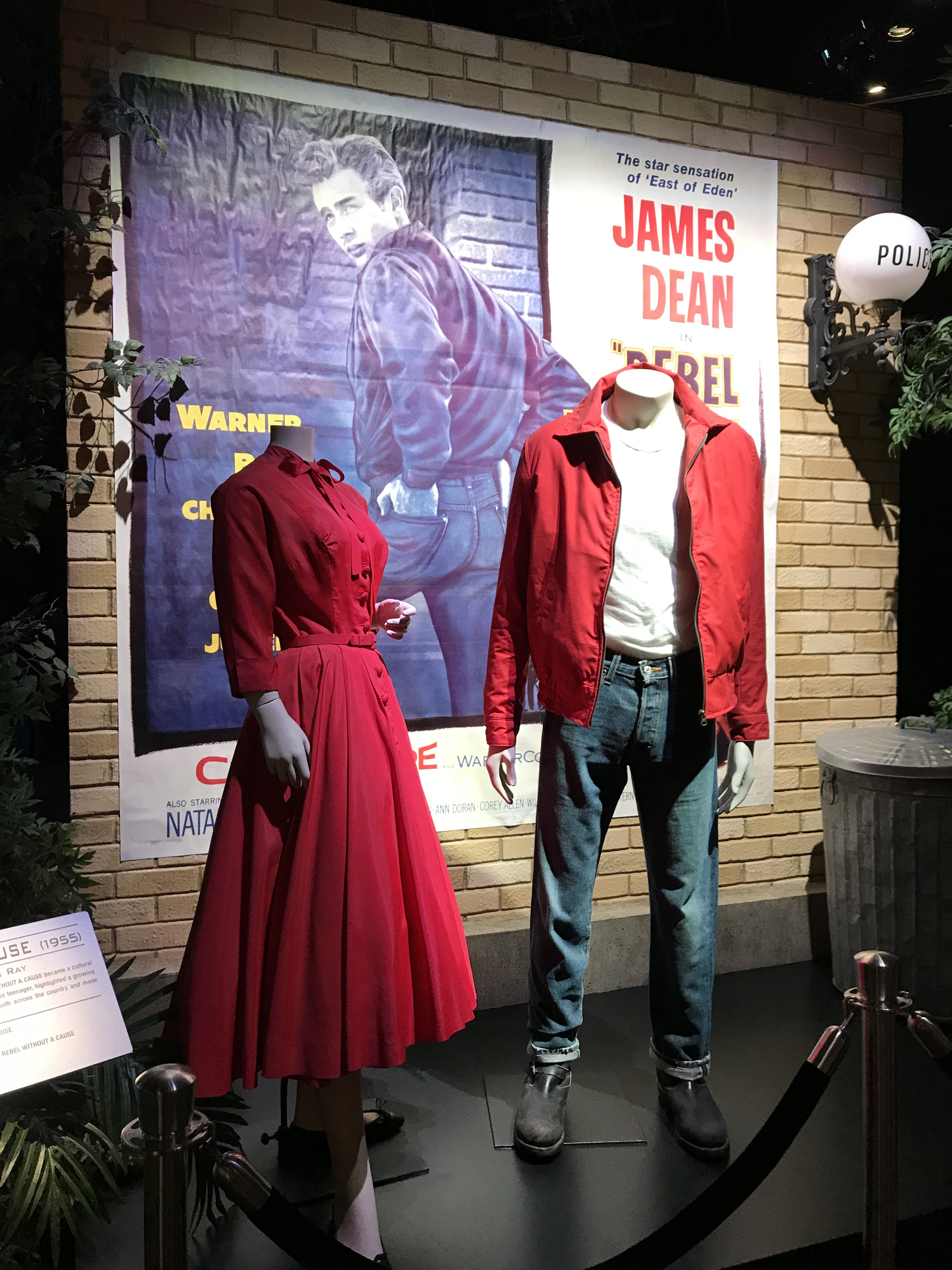
Sur l'affiche du film La Fureur de vivre, de 1955.

#### La Fureur de vivre
L'acteur poursuit sa rapide ascension en jouant le rôle principal dans La Fureur de vivre de Nicholas Ray, sorti en 1955 et qui devint le film phare des adolescents de l’époque. Dean y incarne Jim Stark, un adolescent rebelle. Ce rôle le propulse « fer de lance » de toute une génération et fige à jamais, après sa tragique disparition, son image d'éternel adolescent fragile et révolté,. Les autres interprètes sont Natalie Wood, Sal Mineo, Dennis Hopper et Jim Backus dans le rôle du père de Jim.
Pendant le film, James Dean se prend de passion pour les courses automobiles et achète sa première Porsche 356 Speedster 1500 Super, avec laquelle il gagne quelques courses.

#### Géant

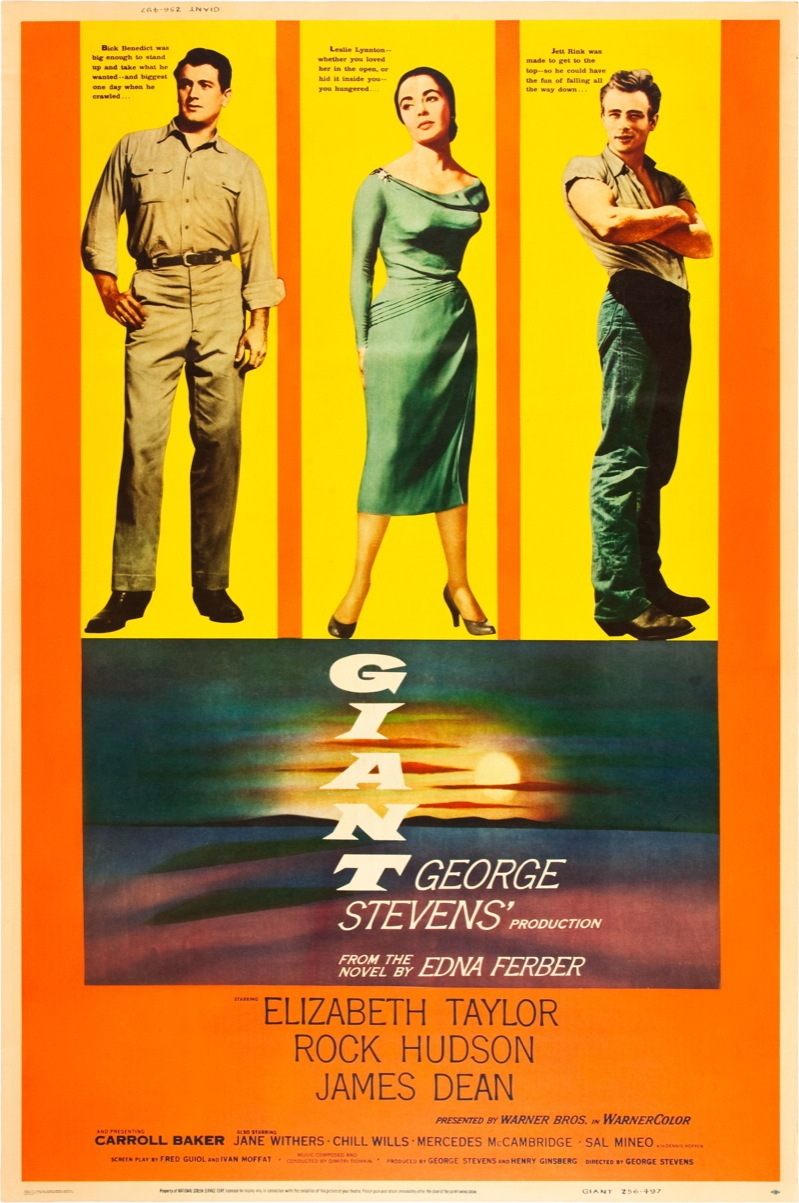
Sur l'affiche du film Géant, de 1956.

Géant sort l’année suivant la mort de James Dean, en 1956. Dans un second rôle, il y partage l'affiche avec Elizabeth Taylor et Rock Hudson. Il joue le rôle de Jett, un employé de ranch, qui deviendra un magnat du pétrole. L'histoire relate 50 années de la vie d'une famille texane, les Benedict, dont la fille Luz s'éprend de Jett mais finit par le quitter du fait de sa dépendance à l'alcool. Bien qu'il n'ait pas le rôle principal, la plupart des critiques de l’époque[Lesquelles ?] reconnaissent que Dean est incontestablement la star du film[réf. nécessaire].
C'est son dernier film, pour lequel il est également nommé meilleur acteur aux Oscars. Seulement deux semaines après la fin du tournage, James Dean meurt dans un accident de voiture, ce qui contraint la production à utiliser une autre voix pour terminer la postsynchronisation du film[réf. nécessaire].

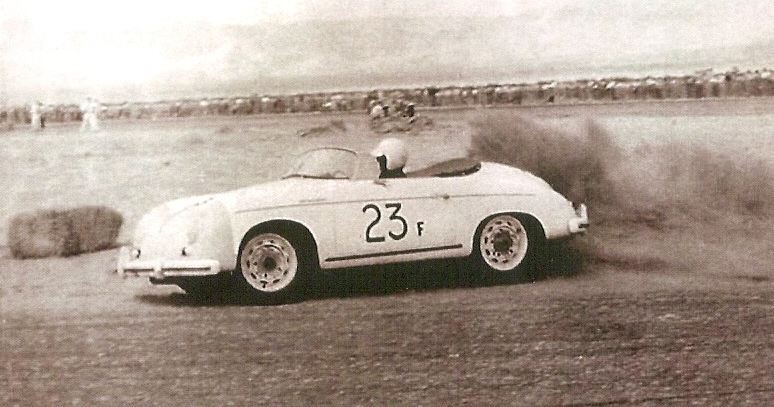
Avec sa Porsche 356 Speedster 23F à Palm Springs en 1955.

### Mort
Passionné de compétition automobile, James Dean excelle dans ses premières courses en terminant notamment deuxième à Palm Springs (Californie). Il achète plusieurs voitures sportives, dont une Porsche 550 Spyder, acquise pour 6 900 dollars et qu'il surnomme Little Bastard (« petit salaud »).

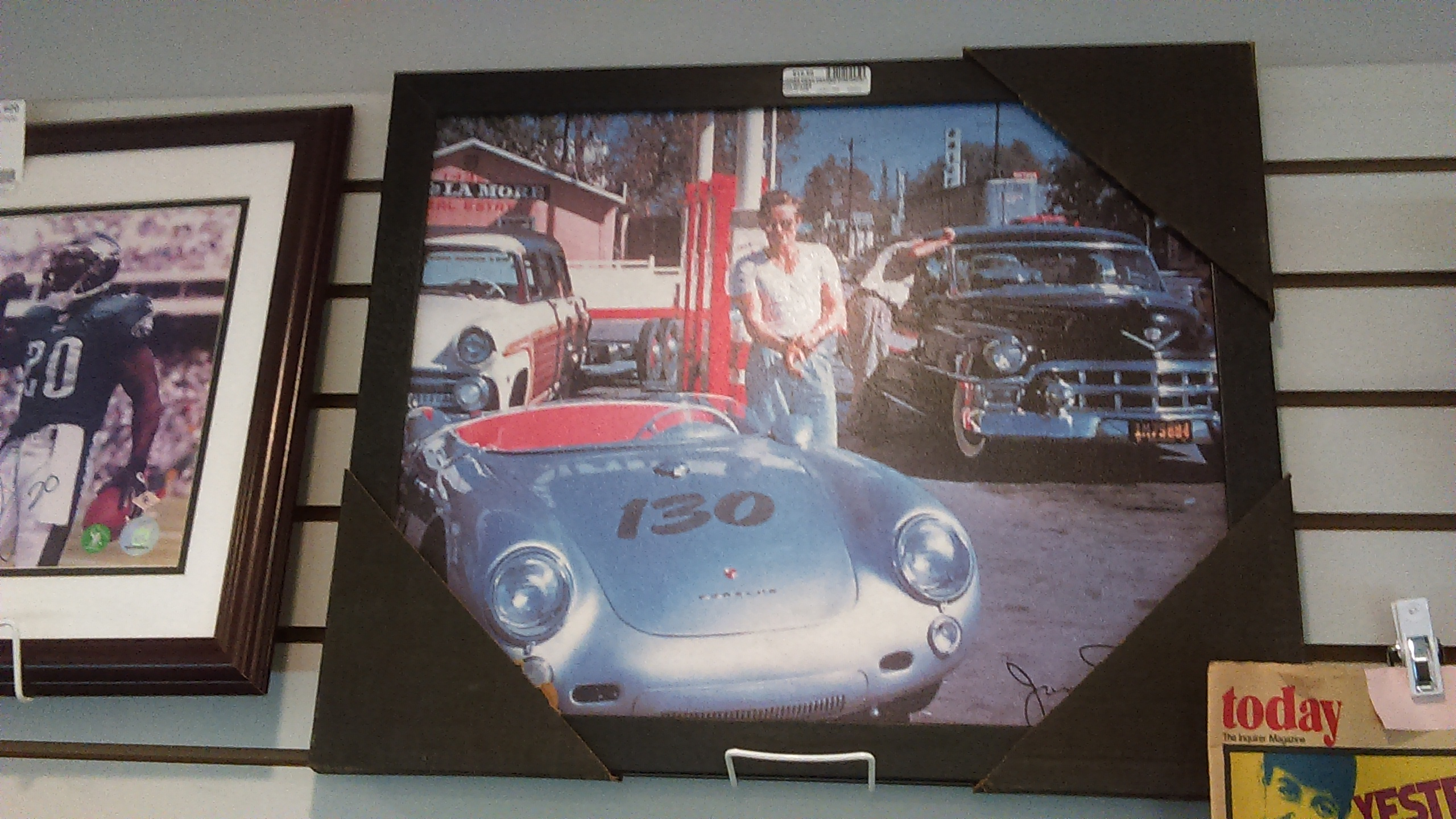
Avec sa Porsche 550 Spyder n°130.

James Dean veut participer à une compétition automobile de Salinas, à 500 km de Los Angeles. Le 30 septembre 1955, il part donc tôt de Los Angeles, au volant de sa nouvelle Porsche 550 Spyder n°130, avec son mécanicien Rolf Wütherich (en). Pendant le trajet, il est verbalisé par un contrôle de police de la California Highway Patrol pour excès de vitesse (105 km/h au lieu des 89 autorisés, 65 mph dans une zone à 55 mph).

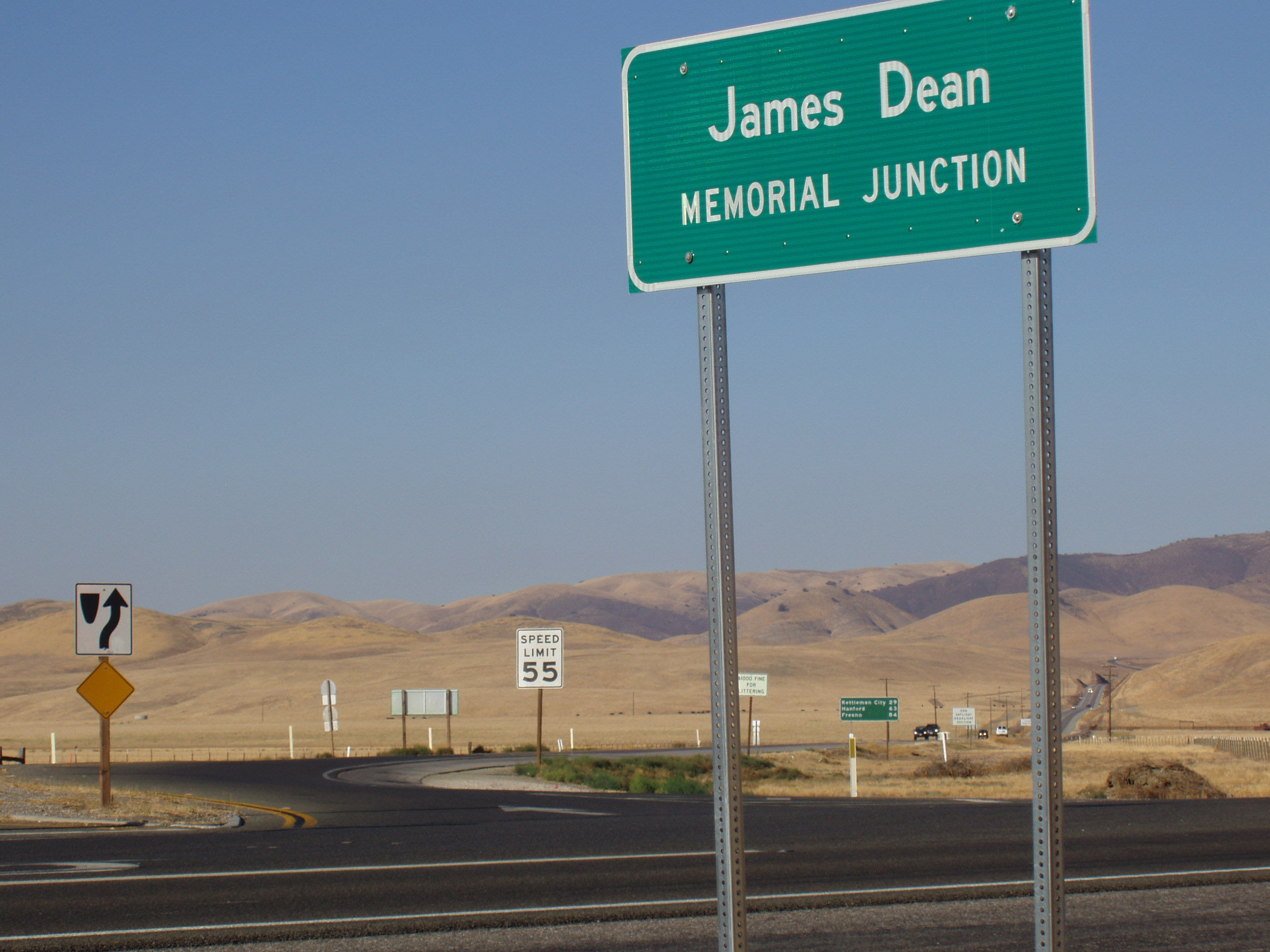
James Dean Memorial Junction, à l'intersection de la State Route 46 et de la State Route 41.

Venant de l'est sur la route 466 (actuelle California State Route 46 (en)), James Dean roule déjà depuis presque quatre heures en direction de Salinas, lorsque à un croisement proche de la petite bourgade de Cholame, un étudiant de 23 ans, Donald Turnupseed, arrive en face, au volant d'une Ford Custom Sedan, et braque pour tourner à gauche en lui coupant la priorité. James Dean n'arrive pas à éviter la collision. Le passager de la voiture Rolf Wutherich, heurte le tableau de bord avant d'être projeté hors de la voiture, avec quelques blessures graves à la mâchoire, à la hanche et au fémur. James Dean est tué sur le coup, à l'âge de 24 ans, du coup du lapin, tandis que l'étudiant s'en sort avec quelques hématomes. La mort de l'acteur est annoncée à 17 h 59, le 30 septembre 1955.

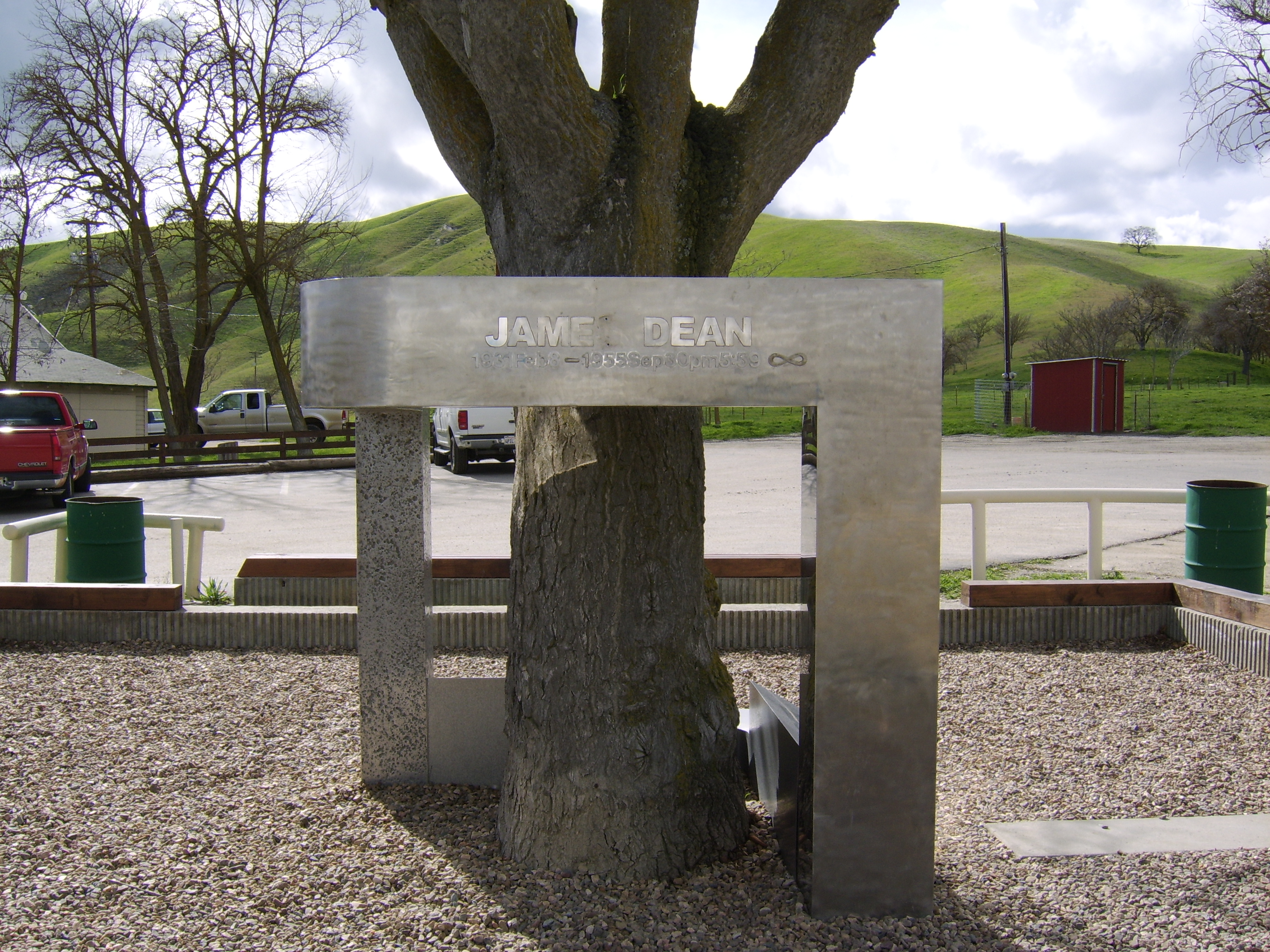
Monument sur le lieu de sa disparition.

James Dean venait de terminer le tournage de Géant, durant lequel, une clause de son contrat lui interdisait les courses automobiles et les conduites dangereuses. Il avait tourné peu de temps avant un clip pour la prévention routière, incitant les gens à rouler prudemment.
Le compteur de la voiture, retrouvé bloqué, marquait 115 miles (soit 185 km/h). Les publications du monde entier forgeront pendant une dizaine d'années le mythe et la « figure d'archange néo-romantique foudroyée » à 170 km/h.

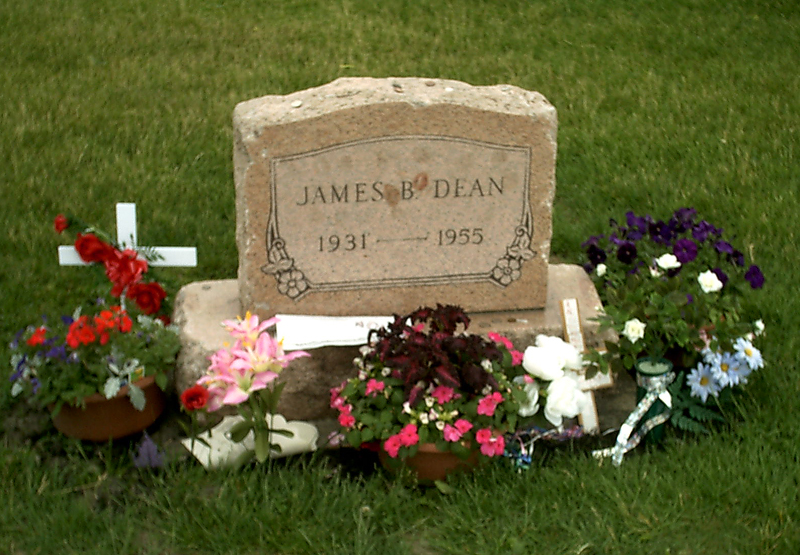
Sépulture de Fairmount (Indiana).

Une enquête est ouverte trois jours plus tard à la Council Chamber de San Luis Obispo, où le jury du shérif-coroner délivre un verdict indiquant qu'il est entièrement en faute par sa vitesse, et que Turnupseed est innocent de tout acte criminel,. Cependant, d'après un article du Los Angeles Times du 1er octobre 2005, un ancien officier de la California Highway Patrol présent sur la scène de la collision, Ron Nelson, contredit les rapports officiels, déclarant que la position du corps de Dean pourrait suggérer qu'il roulait à la vitesse légale de 55 mph (environ 90 km/h).
James Dean est inhumé au Park Cemetery de Fairmount (Indiana).

## Héritage et postérité
Dans la culture populaire américaine est né un mythe autour de la malédiction de la voiture maudite (des admirateurs ayant acheté des pièces détachées auraient eu des accidents de voiture, plusieurs incidents auraient eu lieu lors d'expositions de la carcasse restaurée dans le cadre d'une campagne de sensibilisation de la vitesse), mythe forgé par celui qui a racheté l'épave de la Porsche, George Barris, customiseur et designer automobile.

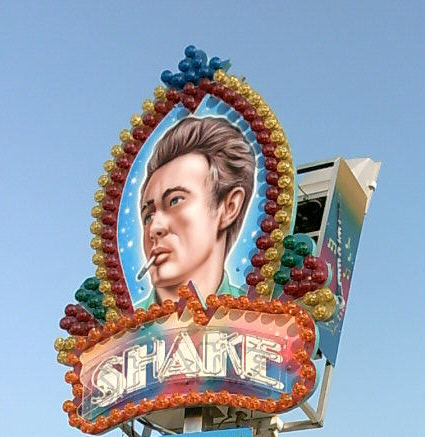
Sur une attraction des États-Unis.

James Dean est l’un des cinq acteurs à avoir été nommé aux Oscars dans la catégorie du meilleur acteur pour son premier rôle. Il est aussi le seul à avoir été nommé deux fois à titre posthume.
Précurseurs du phénomène rock du milieu des années 1950 aux États-Unis, Les films L'équipée sauvage, Graine de violence et La Fureur de vivre sont parmi les premiers à évoquer au cinéma la rébellion des adolescents et à mettre en scène l'avènement d'une Amérique différente,. Depuis la sortie de La Fureur de vivre, de nombreux adolescents dans le monde ont idéalisé James Dean, voyant en lui la représentation du mal-être de la jeunesse à l’époque.
Des artistes comme Johnny Depp et Nicolas Cage déclarent avoir été influencés par James Dean. Elvis Presley, qui affirma dans un entretien qu’il « espérait avoir une carrière similaire à celle du jeune acteur », connaissait toutes les répliques de ses films. L'acteur River Phoenix a parfois été comparé à James Dean, non seulement pour son talent mais aussi du fait de sa mort tragique à l'âge de 23 ans.
James Dean laisse une trace jugée importante et intemporelle dans le monde du cinéma.

### Statut d'icône et impact sur la culture populaire
Quelques années après sa mort, sept mille lettres d'amour au nom de James Dean parvenaient encore quotidiennement au Warner Bros. Studios. Ses fans continuent d'écrire et de téléphoner aux chaînes de télévision pour que ses films soient rediffusés. Plus de cinquante fan-clubs se créent. La pierre tombale, régulièrement fleurie et recouverte de marques de rouges à lèvres, est volée plusieurs fois. Les produits dérivés (photos, bustes, magazines plus ou moins fantaisistes, tee-shirts, etc.) connaissent un grand succès.
En 1990, Michel Berger et Luc Plamondon écrivent la comédie musicale La Légende de Jimmy, inspirée par la vie de James Dean, (la première a lieu le 22 septembre 1990 au théâtre Mogador à Paris). La chanson éponyme La Légende de Jimmy, interprétée par Diane Tell et issue de cet opéra-rock, fait donc aussi référence à James Dean.

## Mémorial

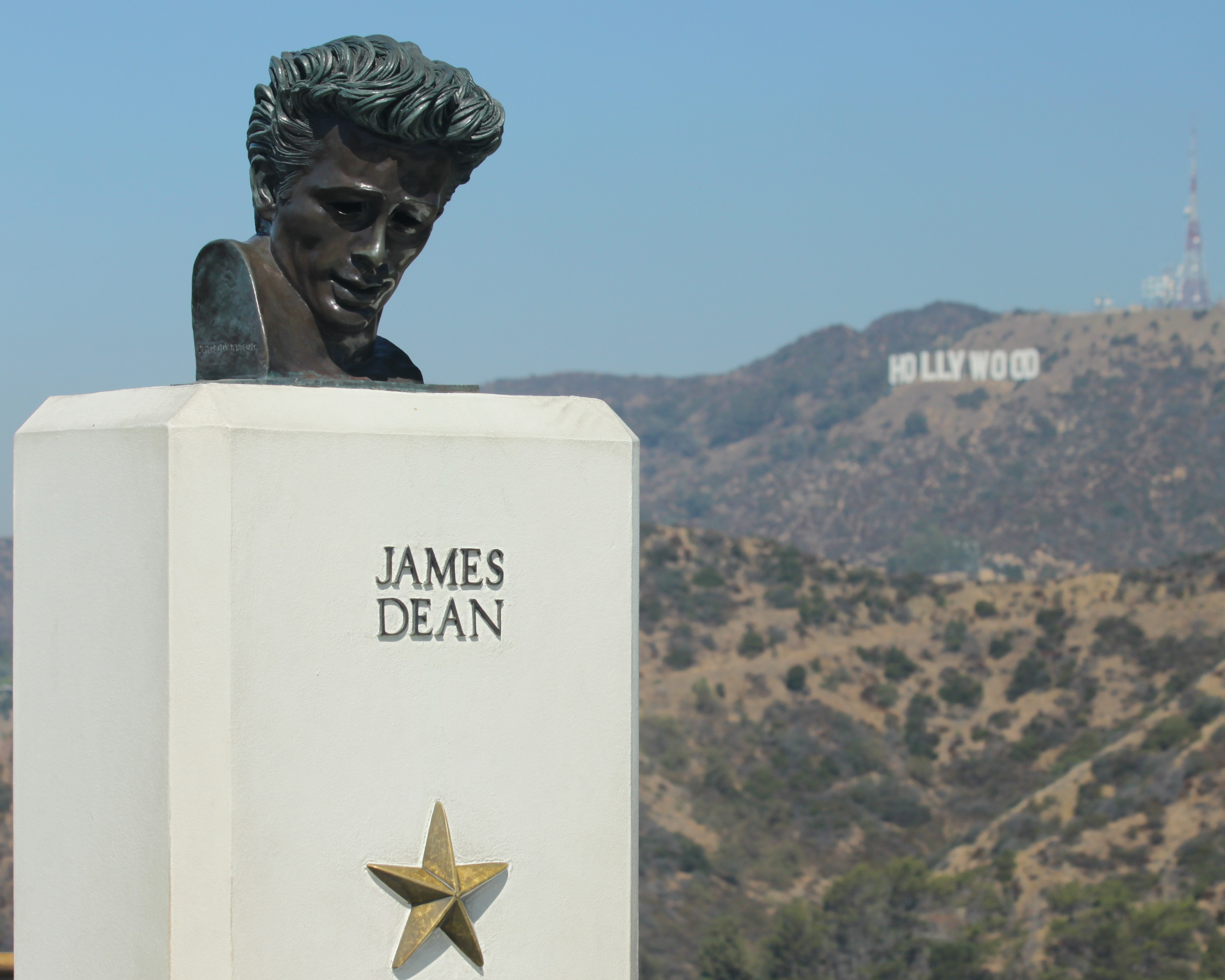
Buste devant le panneau Hollywood d'Hollywood à Los Angeles.

En 1977, un mémorial est érigé à Cholame, Californie, sur les lieux de son accident. Il est composé d’une sculpture stylisée de béton et d’acier inoxydable, réalisée au Japon, commandée par Seita Ohnishi, qui a elle-même choisi l’endroit pour l’édifier. Les dates et heures de naissance et de mort de l'acteur sont gravées sur la sculpture, avec une de ses phrases préférées, tirée du Petit Prince : « L’essentiel est invisible pour les yeux. »
Inspiré par la Triumph Thunderbird 6T de Marlon Brando dans L'Équipée sauvage, James Dean acheta une Triumph TR5 Trophy qui apparaît sur la série de photographies emblématiques réalisée par Phil Stern. Cette moto fut vendue après la mort de l'acteur, restaurée et enfin exposée à la James Dean Gallery de Fairmount.

## Vie privée

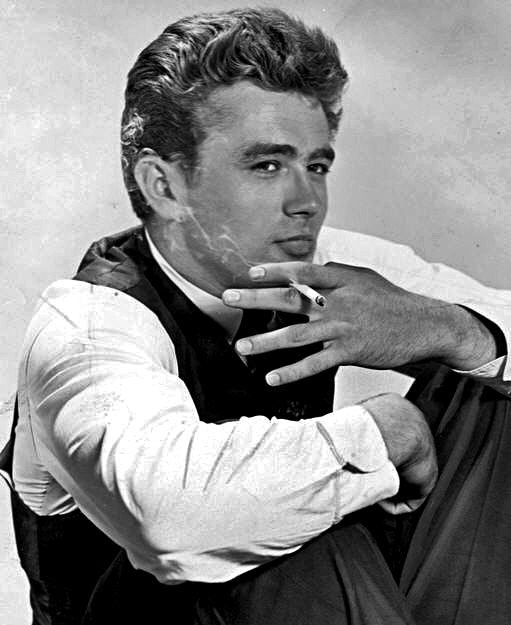
En 1955.

Souvent présenté comme homosexuel ou hétérosexuel, James Dean était vraisemblablement bisexuel,,,,,,,,.
William Bast, son colocataire lorsqu'il était étudiant, est connu pour avoir été son amant à cette époque et quelques années plus tard.
Parmi les relations hétérosexuelles de James Dean, on peut citer la danseuse Liz Sheridan, avec qui il a vécu à New York. Leur relation dure un peu plus d’un an. Celle-ci affirmera plus tard, dans sa biographie, que James Dean avait eu une relation avec le producteur Rogers Brackett. Il sort ensuite avec Geraldine Page, sa partenaire dans L'Immoraliste. Cette relation dure seulement trois mois, car James Dean doit partir pour le tournage de À l’est d’Éden (East of Eden).
Il entretient aussi une relation avec l’actrice italienne Pier Angeli, qu'il rencontre sur le tournage de À l'est d'Eden, alors qu'elle tourne avec Paul Newman dans Le Calice d'argent. La mère de Pier Angeli s'oppose à cette relation : James Dean n'est pas croyant et elle ne supporte pas ses mauvaises manières, ce qui cause la rupture, quelques jours plus tard seulement, on annonce les fiançailles de Pier Angeli avec le chanteur de charme Vic Damone.
Il vit également une courte relation avec l'actrice Maila Nurmi, qui sera l'une des premières à révéler sa bisexualité aux journalistes, ainsi qu'avec l'actrice Ursula Andress, sa petite amie au moment de sa mort.
Plusieurs films (en particulier The James Dean Story, 1957, James Dean and me, 1995, James Dean: a portrait, 1996) dépeignant la vie de James Dean gomment sa bisexualité. Dans les années 1950 et 1960, toutes les biographies de James Dean font de même, en raison de l'homophobie généralisée aux États-Unis à cette époque.
Dennis Hopper déclare dans le livre James Dean: Portrait of Cool de Leith Adams que contrairement aux  allégations de certains de ses biographes James Dean n'a pas été homosexuel.
En 2000, Elizabeth Taylor avec qui il était devenu ami sur le tournage du film Géant, parlait de lui comme étant homosexuel dans un discours au GLAAD Media Awards.

## Filmographie
Cinéma
| Année | Titre                                                     | Titre original           | Réalisateur    | Rôle             | Remarque                 |
| ----- | --------------------------------------------------------- | ------------------------ | -------------- | ---------------- | ------------------------ |
| 1951  | Baïonnette au canon                                       | Fixed Bayonets!          | Samuel Fuller  | le GI Doggie     | non crédité au générique |
| 1952  | La Polka des marins                                       | Sailor Beware            | Hal Walker     | le second boxeur | non crédité au générique |
| 1952  | Qui donc a vu ma belle ?                                  | Has Anybody Seen My Gal? | Douglas Sirk   |                  | non crédité au générique |
| 1953  | L'Homme de bonne volonté ou Un homme pas comme les autres | Trouble Along the Way    | Michael Curtiz | un spectateur    | non crédité au générique |
| 1955  | À l’est d’Éden                                            | East of Eden             | Elia Kazan     | Cal Trask        |                          |
| 1955  | La Fureur de vivre                                        | Rebel Without a Cause    | Nicholas Ray   | Jim Stark        |                          |
| 1956  | Géant                                                     | Giant                    | George Stevens | Jett Rink        |                          |

Télévision
- 1953 : Studio One

## Théâtre

### Broadway
- 1952 : See the Jaguar, mise en scène par Michael Gordon
- 1954 : L'immoraliste, mise en scène par Daniel Mann — d'après le récit d’André Gide.

### Hors Broadway
- 1952 : The Metamorphosis — d'après la nouvelle de Franz Kafka.
- 1954 : The Scarecrow
- 1954 :  Women of Trachis

## Télévision
- Father Peyton’s Family Theatre, Hill Number One (25 mars 1951)
- The Web, Sleeping Dogs (20 février 1952)
- Studio One, Ten Thousand Horses Singing (3 mars 1952)
- Lux Video Theater, The Foggy, Foggy Dew (17 mars 1952)
- Kraft Television Theater, Prologue to Glory (21 mai 1952)
- Studio One, Abraham Lincoln (26 mai 1952)
- Hallmark Hall of Fame, Forgotten Children (2 juin 1952)
- The Kate Smith Show, Hounds of Heaven (15 janvier 1953)
- Treasury Men In Action, The Case of the Watchful Dog (29 janvier 1953)
- You Are There, The Capture of Jesse James (8 février 1953)
- Danger, No Room (14 avril 1953)
- Treasury Men In Action, The Case of the Sawed-Off Shotgun (16 avril 1953)
- Tales of Tomorrow, The Evil Within (1er mai 1953)
- Campbell Soundstage, Something For An Empty Briefcase (17 juillet 1953)
- Studio One Summer Theater, Sentence of Death (17 août 1953)
- Danger, Death Is My Neighbor (25 août 1953)
- The Big Story, Rex Newman, Reporter for the Globe and News (11 septembre 1953)
- Omnibus, Glory In Flower (4 octobre 1953)
- Kraft Television Theater, Keep Our Honor Bright (14 octobre 1953)
- Campbell Soundstage, Life Sentence (16 octobre 1953)
- Kraft Television Theater, A Long Time Till Dawn (1er novembre 1953)
- Armstrong Circle Theater, The Bells of Cockaigne (17 novembre 1953)
- Robert Montgomery Presents the Johnson's Wax Program, Harvest (23 novembre 1953)
- Danger, The Little Women (30 mars 1954)
- Philco TV Playhouse, Run Like A Thief (5 septembre 1954)
- Danger, Padlocks (9 novembre 1954)
- General Electric Theater, I'm A Fool (14 novembre 1954)
- General Electric Theater, The Dark, Dark Hour (12 décembre 1954)
- U.S. Steel Hour, The Thief (4 janvier 1955)
- Lux Video Theatre, The Life of Emile Zola (10 mars 1955)
- Schlitz Playhouse of Stars, The Unlighted Road (6 mai 1955).

## Distinctions

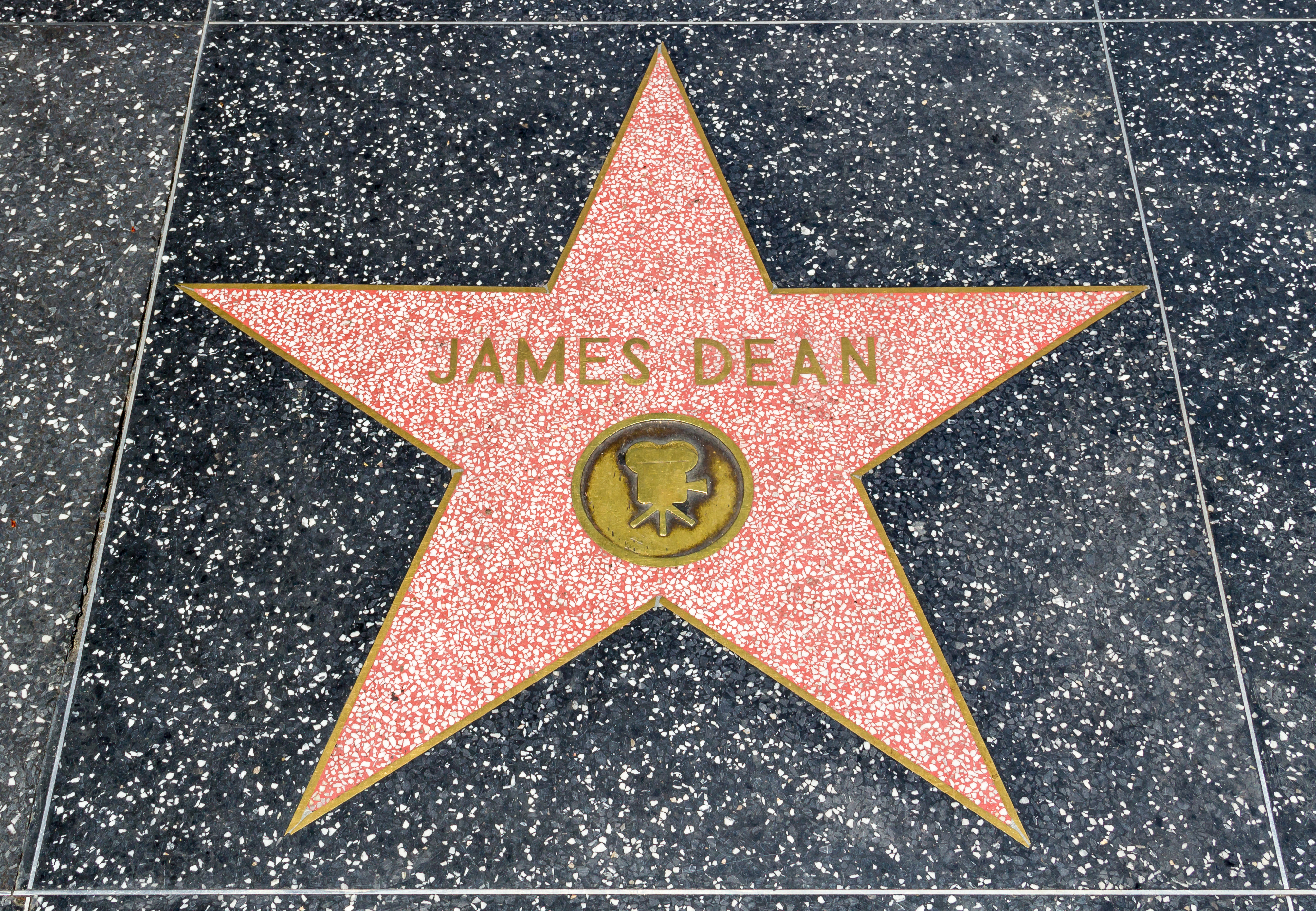
Étoile du Hollywood Walk of Fame sur Hollywood Boulevard de Los Angeles.

### Récompenses
- Golden Globes 1956 : Meilleur acteur pour À l'est d'Éden
- Picturegoer Awards 1956 : meilleur acteur pour À l'est d'Éden
- Jussi Awards 1956 : Meilleur acteur pour À l'est d'Éden
- Golden Globes 1957 : Prix Henrietta Award de l'acteur préféré de l'année.
- Bravo Otto 1957 : meilleur acteur pour Géant
- Online Film & Television Association Awards 2014 : Prix OFTA Film Hall of Fame du meilleur acteur.

### Nominations
- British Academy Film Awards 1956 : Meilleur acteur pour À l'est d'Éden
- Oscars 1956 : Meilleur acteur pour À l'est d'Éden
- British Academy Film Awards 1957 : Meilleur acteur pour La Fureur de vivre
- Oscars 1957 : Meilleur acteur pour Géant

## Films biographiques
Plusieurs films biographiques lui sont consacrés :
- 1957 : L'Histoire de James Dean (The James Dean Story)
- 1976 : James Dean: Portrait of a Friend aka James Dean  ;
- 1977 : September 30, 1955, de James Bridges;
- 1997 : James Dean: Race with Destiny, réalisé par Mardi Rustam (en)  ;
- 2001 : Il était une fois James Dean, téléfilm réalisé par Mark Rydell  ;
- 2012 : Joshua Tree 1951 : Un portrait de James Dean , réalisé par Matthew Mishory  ;
- 2015 : Life, réalisé par Anton Corbijn .

## Chansons
Deux chansons francophones lui rendent hommage :
- 1981 : Il n'y a plus de géant à l'est d'Éden, de Johnny Hallyday, composée par Michel Mallory ;
- 1990 : La Légende de Jimmy, de Diane Tell, de l'auteur-compositeur Michel Berger.